# Булімія
Булімія (від дав.-гр. βοῦς — бик і λῑμός — голод) — клінічний симптом — патологічно підвищене відчуття голоду, яке перебігає з імпульсивним одномоментним переїданням та «очищенням» організму від спожитого, що супроводжується слабкістю і дискомфортом у надчеревній ділянці. Цей стан інколи поєднується зі зниженням відчуття насичення, внаслідок чого виникає потреба в надмірно великих кількостях їжі (поліфагія).

## Опис
Різко виражену постійну булімію спостерігають переважно при органічних ушкодженнях головного мозку або психічних захворюваннях, на початку хвороб, які спричинюють ціп'яки (теніоз і теніаринхоз), менш виражену — при гіперінсулінізмі, у реконвалесцентів після тяжких виснажливих інфекційних хвороб тощо.
Корекцію порушень апетиту здійснюють за допомогою гіркот і анорексигенних засобів. Ці засоби звичайно поєднують з препаратами етіотропної і патогенетичної терапії, що спрямовані на усунення причин порушення апетиту і тих механізмів, що лежать в їх основі.
Люди можуть мати порушення харчової поведінки за однією зі схем:
- Напади поглинання величезної кількості їжі, які з'являються раптово;
- Постійне харчування (людина їсть, не перестаючи);
- Нічне харчування (приступ голоду трапляється вночі).

Пацієнти з булімією часто вдаються до активного контролю ваги (спричинюють блювання або використовують проносні засоби), проте це не є ознакою захворювання.
Надмірна їжа і примусове очищення шлунку в поєднанні зі слабкістю нервової системи або характеру можуть привести до серйозних ускладнень: від неврастенії, руйнування взаємин з близькими та втрати інтересу до життя, до лікарської або наркотичної залежності від препаратів, що усувають приступ, та смерті. Булімія може також спричинити гостру серцеву недостатність. Для скринінгу нервової булімії використовують «Тест на ставлення до прийому їжі».

## Лікування
Пацієнти з булімією мають різні порушення, які є оборотними при комплексному підході до лікування. Лікування повинен здійснювати лікар — психотерапевт, психіатр.
При булімії допомагає лікування антидепресантами. Кілька наукових досліджень демонстрували ефективність флуоксетину — антидепресанту, інгібітору зворотного захоплення серотоніну. Інші види антидепресантів, наприклад, інгібітори моноаміноксидази, трициклічні антидепресанти, зменшують напади обжерливості і блювання у людей з булімією.
Деяким пацієнтам може бути потрібною госпіталізація, інші можуть лікуватися амбулаторно. Стабілізація стану пацієнта — головна мета, якщо людина перебуває в небезпечному для життя стані. Первинні цілі лікування спрямовані на фізичні та психологічні потреби пацієнта, щоб відновити фізичне здоров'я і нормальне вживання їжі.
Велике значення в лікуванні має психологічна підтримка, яку надає лікар-психолог. Пацієнт повинен ідентифікувати внутрішні почуття, що призвели до порушень. Відповідне лікування повинно бути спрямоване на те, щоб людина контролювала проблеми, що виникають, та своє самосприйняття. Певні освітні засоби допомагатимуть пацієнту контролювати вагу. Рекомендації лікаря або групи підтримки можуть допомогти пацієнтові в процесі відновлення.
Остаточна мета для пацієнта — це прийняти себе таким, яким він є, і вести фізично та емоційно здорове життя. Відновлення фізичного і психологічного здоров'я, ймовірно, потребуватиме дуже багато часу, і результати будуть поступовими. Терпіння — важлива частина процесу відновлення. Позитивне ставлення разом з великим зусиллям пацієнта — це інший складовий компонент успішного відновлення.